# پاوربال

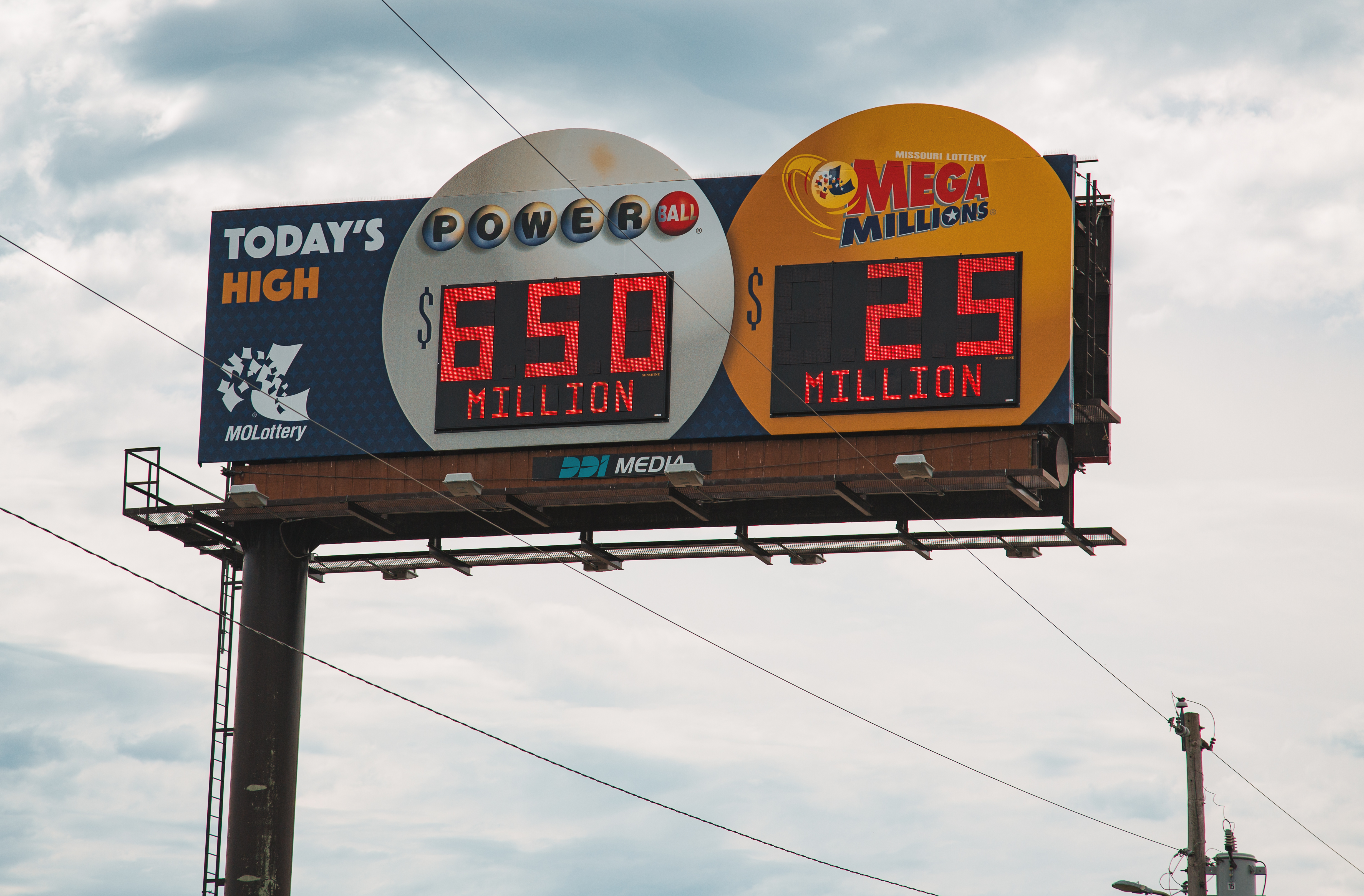
نمایی از بیل‌بورد جایزهٔ بخت‌آزمایی پاوربال (سمت چپ) در ایالت میزوری - ۲۰۱۷

پاوِربال (انگلیسی: Powerball) یک بازی بخت‌آزمایی آمریکایی است که در ۴۴ ایالت، واشینگتن، دی.سی., پورتوریکو و جزایر ویرجین ایالات متحده آمریکا عرضه می‌شود. یک انجمن لاتاری چندایالتی، که یک سازمان ناسودبر متشکل از توافق بین بخت آزمایی‌های آمریکاست آن را سازمان دهی می‌کند.
پاوربال یک بازی بخت‌آزمایی آمریکایی است که توسط ۴۵ ایالت، ناحیه کلمبیا، پورتوریکو و جزایر ویرجین ایالات متحده ارائه می‌شود و تحت نظارت انجمن بخت‌آزمایی چند ایالتی (MUSL) قرار دارد، که بازی‌های جایزه بزرگ دیگری مانند مگا میلیونز را نیز مدیریت می‌کند. قرعه‌کشی‌ها سه بار در هفته در روزهای دوشنبه، چهارشنبه و شنبه ساعت ۱۰:۵۹ شب به وقت شرق آمریکا، در دفتر مرکزی لاتاری فلوریدا در تالاهاسی برگزار می‌شوند.
اعداد برنده از پنج «توپ سفید» از ماتریس ۶۹ و یک «پاوربال» از ماتریس ۲۶ تشکیل شده‌اند که احتمال برنده شدن جایزه بزرگ در هر بازی ۱ در ۲۹۲٬۲۰۱٬۳۳۸ است. هزینه هر بازی دو دلار است، اما بازیکنان در برخی ایالت‌ها می‌توانند پاور پلی را اضافه کنند که به بازیکنان اجازه می‌دهد پرداخت اعداد برنده خود را افزایش دهند، یا دابل پلی، که به بازیکنان اجازه می‌دهد از اعداد خود در یک قرعه‌کشی دوم و همزمان با مجموعه جوایز متفاوت استفاده کنند، که هر کدام یک دلار اضافی هزینه دارند. مهلت رسمی فروش بلیط ساعت ۱۰:۰۰ شب به وقت شرق آمریکا است؛ برخی از لاتاری‌ها فروش را زودتر متوقف می‌کنند. حداقل جایزه بزرگ پاوربال با ۲۰ میلیون دلار به صورت مستمری آغاز می‌شود. برندگان جایزه بزرگ پاوربال می‌توانند بین دریافت جایزه به صورت مستمری یا مبلغ نقدی یکجا یکی را انتخاب کنند. جایزه مستمری در ۳۰ قسط تدریجی طی ۲۹ سال پرداخت می‌شود و هر پرداخت مستمری سالانه ۵٪ افزایش می‌یابد، در حالی که پرداخت نقدی یکجا، با ارزش نقدی حدود نیمی از جایزه بزرگ تبلیغ شده، به‌طور یکجا پرداخت می‌شود.
پاوربال به دلیل تولید برخی از بزرگ‌ترین جوایز بزرگ بخت‌آزمایی در تاریخ شناخته شده است، از جمله جایزه بزرگ رکوردشکن ۲٫۱ میلیارد دلاری که در سال ۲۰۲۲ توسط بلیطی خریداری شده در آلتادنا، کالیفرنیا برنده شد.

## تاریخچه

### پیش‌زمینه ۱۹۸۸: لوتو آمریکا
پیشینهٔ پاوربال به سال ۱۹۸۸ بازمی‌گردد؛ این بازی چند ایالتی با نام لوتو آمریکا شناخته می‌شد. این بازی و نام آن در ۱۹ آوریل ۱۹۹۲ به پاوربال تغییر یافت؛ اولین قرعه‌کشی آن در ۲۲ آوریل برگزار شد.
دکتر ادوارد جی. استانک رئیس لاتاری آیووا بود و به همراه استیو کاپوتو، بازی پاوربال را ابداع کرد.

### ۱۹۹۲: آغاز پاوربال
پاوربال با راه‌اندازی در سال ۱۹۹۲، اولین بازی‌ای بود که از دو دستگاه قرعه‌کشی استفاده می‌کرد. استفاده از دو دستگاه برای انتخاب اعداد، امکان دستکاری بیشتری را فراهم می‌کند و به‌طور همزمان شانس کم جایزه بزرگ، سطوح جوایز متعدد و شانس کلی بالای برنده شدن را ممکن می‌سازد (همان‌طور که بعداً توضیح داده می‌شود، یک بلیط می‌تواند تنها با تطبیق یک عدد برنده شود). ایده استفاده از دو دستگاه قرعه‌کشی توسط استیو کاپوتو از لاتاری اورگان پیشنهاد شد. این مفهوم دو دستگاهی از آن زمان توسط «بازی بزرگ» (اکنون مگا میلیونز) در ایالات متحده، پاوربال استرالیا، تاندربال در بریتانیا، یوروجکپات و یورومیلیونز نیز مورد استفاده قرار گرفته است.
تا سال ۲۰۰۸، قرعه‌کشی‌های پاوربال معمولاً در استودیوهای اسکرین‌اسکیپ در وست دس موینس، آیووا برگزار می‌شد. مجری این قرعه‌کشی‌ها، شخصیت رادیویی قدیمی آیووا، مایک پیس بود که از زمان آغاز لوتو آمریکا در سال ۱۹۸۸، مجری قرعه‌کشی‌های MUSL بوده است. در سال ۱۹۹۶، پاوربال برای اولین بار «به جاده زد» و پنج قرعه‌کشی از راه دور را در بازی‌های المپیک تابستانی آتلانتا برگزار کرد. چند هفته بعد، جورجیا تنها حوزهٔ قضایی بود که پاوربال را ترک کرد (مین، که در سال ۱۹۹۰ به MUSL پیوسته بود، با آغاز پاوربال از آن خارج شد). در اوت ۱۹۹۶، جورجیا به «بازی بزرگ»، که در آن زمان دیگر گروه بزرگ لاتاری ایالات متحده بود، پیوست. این ایالت قصد داشت تا پایان سال ۱۹۹۶ بلیط‌های هر دو بازی را بفروشد؛ اما ظرف چند روز، جورجیا از MUSL اخراج شد و تا زمان گسترش فروش متقابل در سال ۲۰۱۰ بازنگشت.
در ۲ نوامبر ۱۹۹۷، پرداخت مستمری از ۲۰ به ۲۵ پرداخت سالانه تغییر یافت؛ گزینه نقدی نیز اضافه شد.
در سال ۱۹۹۸، دولت فلوریدا به آن اجازه شرکت در یک بازی چند ایالتی را داد. قرار بود این ایالت پاوربال را ارائه دهد؛ اما در اوایل سال ۱۹۹۹، فرماندار جدید، جب بوش، از پیوستن فلوریدا جلوگیری کرد زیرا معتقد بود پاوربال به بازی‌های موجود لاتاری فلوریدا آسیب می‌رساند. در سال ۲۰۰۸، فرماندار چارلی کریست به فلوریدا اجازه داد تا در ۴ ژانویه ۲۰۰۹ به MUSL بپیوندد.

### ۲۰۰۱: معرفی پاور پلی
در ۷ مارس ۲۰۰۱، یک ضریب اختیاری (به نام پاور پلی) اضافه شد که به بازیکنان اجازه می‌داد با پرداخت ۱ دلار اضافی برای هر بازی، بردهای غیر-جایزه بزرگ خود را تا پنج برابر افزایش دهند. یک چرخ برای انتخاب ضریب پاور پلی برای هر قرعه‌کشی معرفی شد (سال بعد، ضریب 1x از چرخ پاور پلی حذف شد).

### ۲۰۰۹: انتقال به فلوریدا
با آغاز فروش پاوربال در فلوریدا در ۴ ژانویه ۲۰۰۹ (با اولین قرعه‌کشی آن در ۷ ژانویه)، ماتریس‌ها به ۵/۵۹ + ۱/۳۹ تغییر یافتند (چهار عدد توپ سفید اضافه و سه توپ قرمز حذف شدند). این تغییر احتمال برنده شدن جایزه بزرگ را از ۱:۱۴۶ میلیون به ۱:۱۹۵ میلیون تغییر داد؛ احتمال کلی ۱:۳۵ شد.
بر اساس پیش‌بینی‌های آماری، میانگین برد جایزه بزرگ از ۹۵ میلیون دلار به ۱۴۱ میلیون دلار افزایش یافت. انتظار می‌رفت سالانه بیش از ۳٫۵ میلیون جایزه اضافی به دلیل تغییر در احتمال برنده شود. جایزه بزرگ اولیه به ۲۰ میلیون دلار افزایش یافت و حداقل افزایش‌های بعدی ۵ میلیون دلار تعیین شد. سهم جایزه بزرگ از کل فروش از ۳۰٫۳٪ به ۳۲٫۵٪ افزایش یافت. گزینه پاور پلی اصلاح شد؛ جایزه رده دوم، که معمولاً ۲۰۰٬۰۰۰ دلار بود، یک ضریب خودکار 5x دریافت کرد و جایزه ۵+۰ به ۱ میلیون دلار نقد رسید. جایزه دوم اضافی در صورتی که جایزه بزرگ از رکورد قبلی خود ۲۵ میلیون دلار فراتر می‌رفت، که تنها دو بار رخ داده بود، با تغییر فرمت در سال ۲۰۱۲ حذف شد.
شرایط پیوستن فلوریدا به پاوربال شامل انتقال قرعه‌کشی‌های زنده از آیووا به استودیوهای یونیورسال در اورلاندو بود. سه مجری که به‌طور چرخشی وظایف اعلام نتایج را از استودیوهای یونیورسال بر عهده داشتند، تریسی ویو، الیزابت هارت و اسکات آدامز بودند (دفتر مرکزی MUSL در آیووا باقی ماند، جایی که سایر قرعه‌کشی‌های آن برگزار می‌شود). چرخی که برای تعیین ضریب پاور پلی استفاده می‌شد، با انتقال قرعه‌کشی‌ها به فلوریدا بازنشسته شد؛ تا زمان تغییر فرمت در سال ۲۰۱۲ از یک مولد اعداد تصادفی (RNG) استفاده می‌شد.
آرکانزاس در ۳۱ اکتبر ۲۰۰۹، سی و سومین عضو MUSL شد، آخرین ایالتی که قبل از گسترش فروش متقابل در سال ۲۰۱۰ به آن پیوست. لاتاری اوهایو در ۱۶ آوریل ۲۰۱۰ پاوربال را اضافه کرد؛ این ایالت سال‌ها قبل، زمانی که «بازی بزرگ» نام «مگا میلیونز» را به خود اضافه کرد، به همراه نیویورک به مگا میلیونز پیوسته بود.